# デイトナビーチ国際空港
デイトナビーチ国際空港（英: Daytona Beach International Airport）は、アメリカ合衆国フロリダ州ヴォルシア郡デイトナビーチにある国際空港。デイトナ・インターナショナル・スピードウェイに隣接しており、空港北東部にはエンブリー・リドル航空大学の訓練施設がある。

## 施設

### 滑走路
当空港には滑走路が3本存在する。滑走路07L/25Rと07R/25Lはオープンパラレル配置されているため、滑走路の同時運用が可能。滑走路16/34は他2つの滑走路を垂直に横断している。
|         | 長さ・幅    | 離着陸用途                         | ILS 有無   | 備考 |
| ------- | ----------- | ---------------------------------- | ---------- | ---- |
| 07L/25R | 3200 m×46 m | 東・西風時旅客機・訓練機離着陸     | 有 07L/25R |      |
| 07R/25L | 974 m×30 m  | 東・西風時飛行訓練・小型機の離着陸 | 無         |      |
| 16/34   | 1829 m×46 m | 北・南風時全機離着陸用             | 無         |      |

### 旅客ターミナル
当空港にはメインターミナルとその東に位置する国際線ターミナルの計2つのターミナルビルがある。かつてデュッセルドルフからの定期便を運航していたLTUインターナショナルは国際線ターミナルを使用していたが、現在就航している全路線はメインターミナルを使用するため国際線ターミナルはチャーター便飛来時のみ使用している。なおサンウィング航空のトロント便は国際線だが、米国とカナダ間の条約により出入国審査が不要なため国内線と同様、メインターミナルを使用している。
このため、ターミナル間の連絡手段は用意されていない。市営バスの停留所もメインターミナル東側にのみあるので、国際線ターミナルへのアクセスは徒歩のみである。1階東側出口をレンタカー駐車場に出ると駐車場の反対側に国際線ターミナルが位置し、距離は徒歩約3分である。

#### メインターミナル
1958年に完成したメインターミナルは当時のフロリダ州では近代的で安全性の高い空港として知られていた。建設当時は現在もある売店、飲食店、バーに加えて理髪店なども入っていた。基本的なテーマカラーはターコイズブルーであり、カーペット、看板、壁などに用いられている。
空港アクセス道路のカタリナ・ドライブに面しており、ビル1階北側全面にバス・タクシーの乗降場が設けられている。コンコースは吹き抜け構造となっており、1階中央から2階へはエスカレーターと階段が設けられている。デイトナビーチはNASCARで有名なためコンコースにはレースカーなどの関連物が展示されていることが多い。
1階は出発と到着ロビーとして兼用している。1階西側はチェックインカウンターが壁沿いに設けられており、自動チェックイン機も導入されている。1階東側は南側に手荷物受取所とターンテーブルがあり、対面する北側に主要レンタカー会社の受付カウンターがある。
保安検査場は2階にありその手前には待合広場の他カフェ1店、バー1店がある。検査場以南はボーディングブリッジを用いたゲートが左右交互に1～6番まである。ゲートごとに使用航空会社が決まっており、2番と4番ゲートはデルタ航空便、3番と5番ゲートはアメリカングループ便、6番ゲートはサンウィング航空が使用しており、1番ゲートは普段使用されていない。
ゲートコンコースには2番ゲート横に売店、3番ゲート横にあるバーとカフェ以外飲食店がない。他には4番ゲート横にビジネスセンターと6番ゲート付近に展示品があるが、基本的には待合室の長椅子が目立つ空間であり、非常に簡素なターミナルとなっている。

## 就航路線一覧

### 国内線[4]
| 航空会社                                                                      | 就航地                                                                                      |
| ----------------------------------------------------------------------------- | ------------------------------------------------------------------------------------------- |
| アメリカン航空 (AA)                                                           | シャーロット [季節運航]                                                                     |
| アメリカン・イーグル (YV) (YX) (OH) 運航はメサ航空、リパブリック航空、PSA航空 | シャーロット、ダラス/フォートワース、フィラデルフィア、ニューヨーク/ラガーディア [季節運航] |
| デルタ航空 (DL)                                                               | アトランタ                                                                                  |

### 国際線[5]
| 航空会社              | 就航地              |
| --------------------- | ------------------- |
| サンウィング航空 (WG) | トロント [季節運航] |

### かつての主な定期就航路線[6][7][8][9]
| 航空会社                    | 就航地                                                           |
| --------------------------- | ---------------------------------------------------------------- |
| シルバー・エアウェイズ (3M) | フォートローダーデール                                           |
| ジェットブルー航空 (B6)     | ニューヨーク/JFK                                                 |
| デルタ航空 (DL)             | シンシナティ、ダラス/フォートワース、ニューヨーク/JFK            |
| アメリカン航空 (AA)         | ローリー                                                         |
| ユナイテッド航空 (UA)       | シカゴ/オヘア、ワシントンD.C./ダレス                             |
| コンチネンタル航空 (CO)     | クリーブランド、ニューヨーク/ニューアーク                        |
| エアトラン航空 (FL)         | アトランタ、ワシントンD.C./ボルチモア、ニューヨーク/ラガーディア |
| LTUインターナショナル (LT)  | デュッセルドルフ                                                 |